# Stylochoidea
Super-famille
Les Stylochoidea sont une super-famille de vers plats marins du sous-ordre des Acotylea (ordre des Polycladida).

## Systématique

### Super-famille des Stylochoidea
Le nom valide complet (avec auteur) de ce taxon est Stylochoidea Poche, 1926.
Stylochoidea a pour synonymes :
- Craspedommatidea Bock, 1913
- Planoceroidea Poche, 1925

### Liste des familles
Selon la base de données World Register of Marine Species (15 novembre 2023), Stylochoidea regroupe les familles suivantes :
- Famille des Callioplanidae Hyman, 1953
- Famille des Discoprosthididae Faubel, 1983
- Famille des Hoploplanidae Stummer-Traunfels, 1933
- Famille des Idioplanidae Dittmann, Cuadrado, Aguado, Noreña & Egger, 2019
- Famille des Latocestidae Laidlaw, 1903
- Famille des Planoceridae Lang, 1884
- Famille des Stylochidae Stimpson, 1857

Synonymes, reclassements
- Famille des Diplosoleniidae Bock, 1913, acceptée comme Callioplanidae Hyman, 1953